# Awraami Palizyn

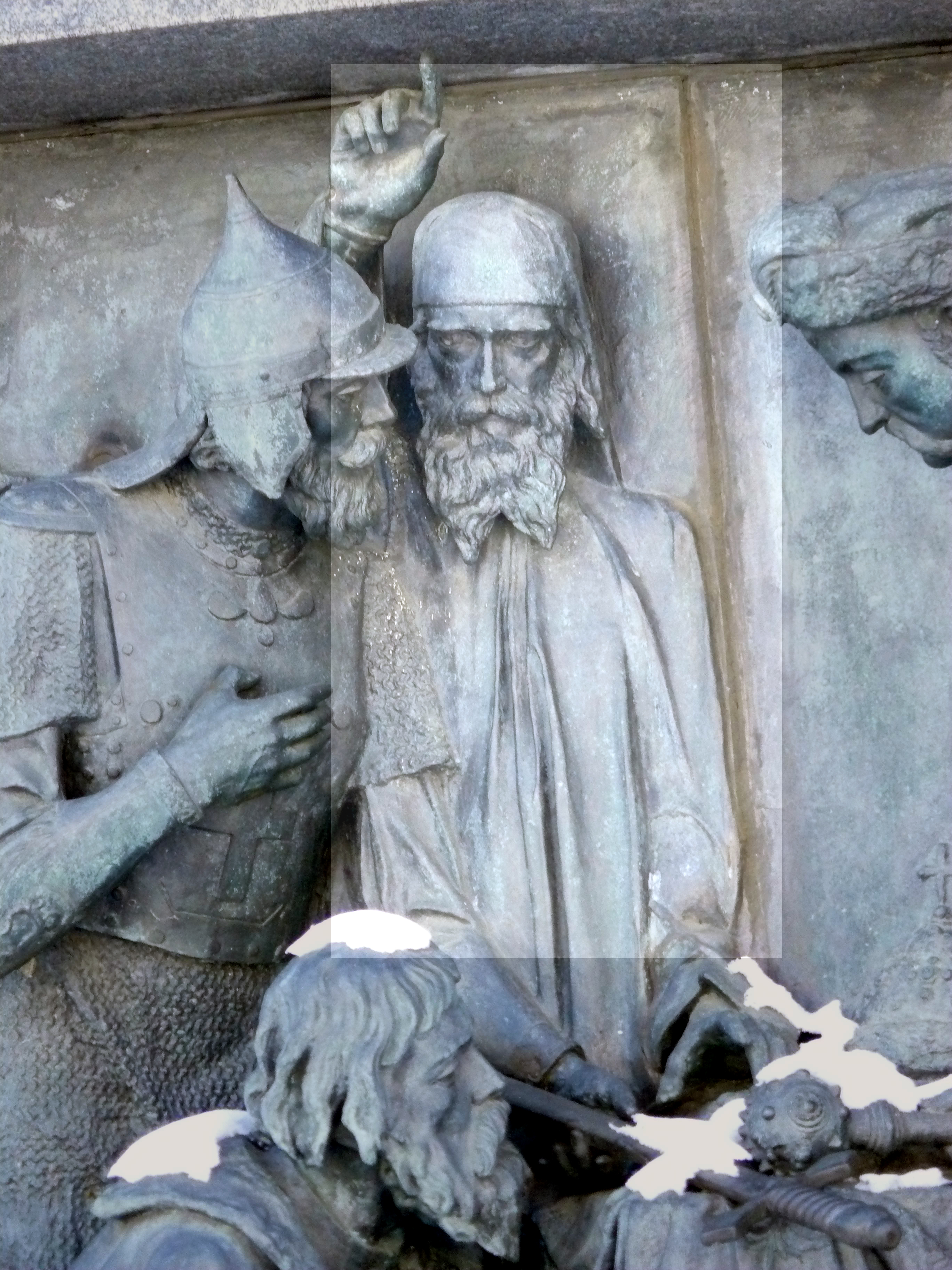
Darstellung auf dem Nationaldenkmal Tausend Jahre Russland

Awraami Palizyn (russisch Авраамий Палицын, auch Awerki Palizyn; * 15. Jahrhundert; † 13. November 1626) war ein russischer Politiker und Schriftsteller.

## Leben
Er war adeliger Abstammung. Im Zuge einer 1588 erfolgten Mitwirkung an einer Verschwörung der Bojarenfamilie Schuskis fiel er in Ungnade und wurde ins Solowezki-Kloster verbannt. Unter Zar Boris Godunow konnte er jedoch nach Moskau zurückkehren. In der Regierungszeit von Wassili Iwanowitsch Schuiskis wurde er im Jahr 1608 Kellermeister des Dreieinigkeits-Sergius-Kloster. Es folgten diplomatische Missionen und 1612, gemeinsam mit Kusma Minin und Dmitri Poscharski, der Kampf gegen polnische und schwedische Truppen. 1618 leitete er erfolgreich die Abwehr der polnischen Belagerung des Dreieinigkeits-Sergius-Kloster. Es folgte 1619 dann allerdings eine erneute Verbannung in das Solowezki-Kloster.
Als Autor wurde er für seine Erzählung von der Belagerung des Dreieinigkeits-Sergius-Kloster bekannt, die er wohl ab 1612 über mehrere Jahre hinweg verfasste. Er sprach sich für die Herrschaftsform der autokratischen Monarchie aus und betonte deren aus seiner Sicht gegebene göttliche Grundlage.
Awraami Palizyn ist auf dem Nationaldenkmal Tausend Jahre Russland dargestellt.